# NGC 4701
NGC 4701 (również PGC 43331 lub UGC 7975) – galaktyka spiralna (Sc), znajdująca się w gwiazdozbiorze Panny. Odkrył ją William Herschel 30 kwietnia 1786 roku.